# Абди, Муса Бихи
Муса Бихи Абди (сомал. Muuse Biixi Cabdi; араб. موسى بيحي عبدي‎; род. 1948, Харгейса) — сомалийский политик, бывший военный офицер, 5-й президент непризнанного государства Сомалиленд, избранный на выборах 13 ноября 2017 года.

## Биография
Муса Бихи родился в 1948 году в маленькой деревне к западу от Харгейсы. В детстве он переехал в этот город, где начал посещать школу Шейха Барави. Своё начальное образование он получил в школе Бийо-Дхакай в 1959 году и завершил своё образование в Амуде.

### Военная карьера
В 1970-е годы он был одним из студентов, набранных для военной подготовки в советскую военно-воздушную академию имени Ю. А. Гагарина (пилот истребительно-бомбардировочной авиации). По возвращении стал одним из самых видных членов сомалийских Военно-воздушных сил во время войны 1977 года между Сомали и Эфиопией.
Полковник Муса Бихи Абди с 1983 по 1985 год также проходил обучение в Форт-Ли, штат Виргиния. В 1985 году присоединился к Сомалийскому национальному движению — повстанческой группировке, которая боролась за отделение от Сомали.
С 1985 по 1988 год Бихи принимал участие в проведении интенсивных партизанских военных операций, проводимых сомалийским движением против режима Сиада Барре. До 1990 года Бихи служил командиром повстанцев.

### Политическая карьера
После провозглашения независимости Сомалиленда в 1991 году Муса Бихи сыграл жизненно важную роль в процессе примирения сомалилендских кланов в Буръо, Бербере, Шиихе и Бораме.
В 1993 году, после краха бывшего сомалийского военного правительства, Муса Бехи занял пост министра внутренних дел и национальной безопасности в правительстве президента Мохамеда Хаджи Ибрагима Эгаля.
В 2002 году он стал членом Исполнительного комитета политической партии «Кульмие». В 2015 году Бихи был избран партийным съездом кандидатом от «Кульмие» в президенты на предстоящих президентских выборах 2017 года, на которых он одержал победу, набрав 55,1 % голосов избирателей.
На президентских выборах в Сомалиленде 2024 года Абди проиграл своё переизбрание Абдирахману Мохамеду Абдуллахи, получив 35 % голосов против 64 % у Абдуллахи.